# Vörhenyeshasú lugasépítő
A vörhenyeshasú lugasépítő (Chlamydera cerviniventris) a madarak osztályának verébalakúak (Passeriformes) rendjébe és a lugasépítő-félék (Ptilonorhynchidae) családjába tartozó faj.

## Előfordulása
Új-Guinea szigetén él, a szigetnek mind az Indonéziához, mind a Pápua Új-Guineához tartozó részén honos.
Ezen kívül Ausztrália területén is előfordul.

## Megjelenése
Testhossza 32 centiméter.
|  |

## Külső hivatkozások
- Képek az interneten a fajról
- Internet Bird Collection - videók a fajról